# Xylocopa iris
Xylocopa iris är en biart som först beskrevs av Christ 1791.  Xylocopa iris ingår i släktet snickarbin, och familjen långtungebin. Inga underarter finns listade.

## Utseende
Arten är ett förhållandevis stort, svart bi med en blåaktigt metallisk glans på bakkroppen och mörka vingar. Pälsen är även den svart; hanarna har dock gula eller bruna hår på mellankroppens främre del. Kroppslängden varierar mellan 15 och 18 mm.

## Ekologi
Xylocopa iris lever i torra, varma och öppna habitat med tillgång på döda växtstjälkar, som den använder till att bygga bo i. När det gäller föda är den generalist och besöker många slags blommande växter; dock föredrar den ärtväxter och kransblommiga växter. Flygperioden är lång, och varar från mitten av april till mitten av oktober.

### Fortplantning

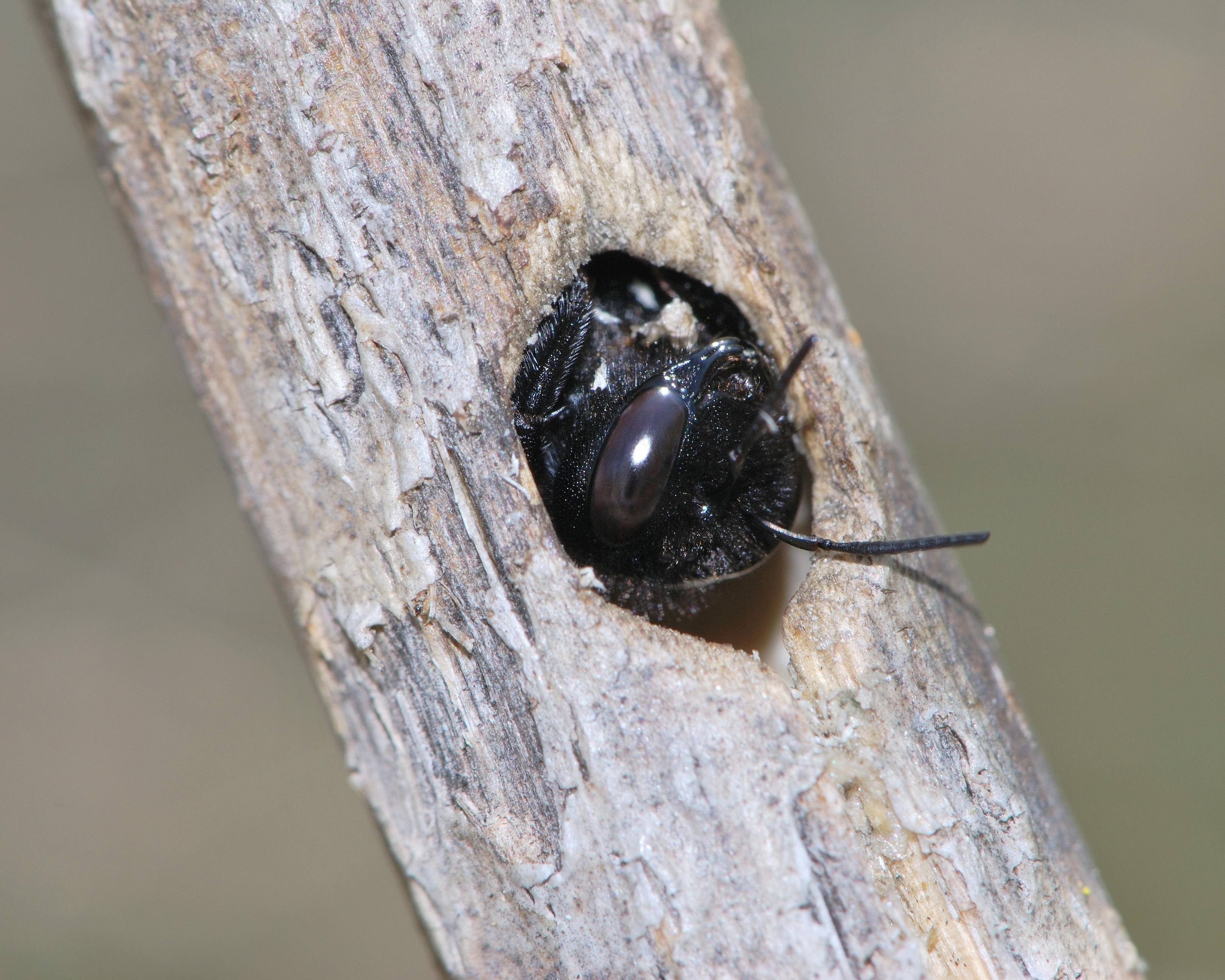
Bo i torr fänkålsstjälk

Boet byggs i nedre delen av torra örtstjälkar med en diameter av 11 till 16 mm, framför allt på korgblommiga och flockblommiga växter, men även fläder används.

## Utbredning
Arten förekommer i Sydeuropa upp till södra Österrike och västra Schweiz. Arten finns även i Nordafrika och västra Asien.

## Bildgalleri

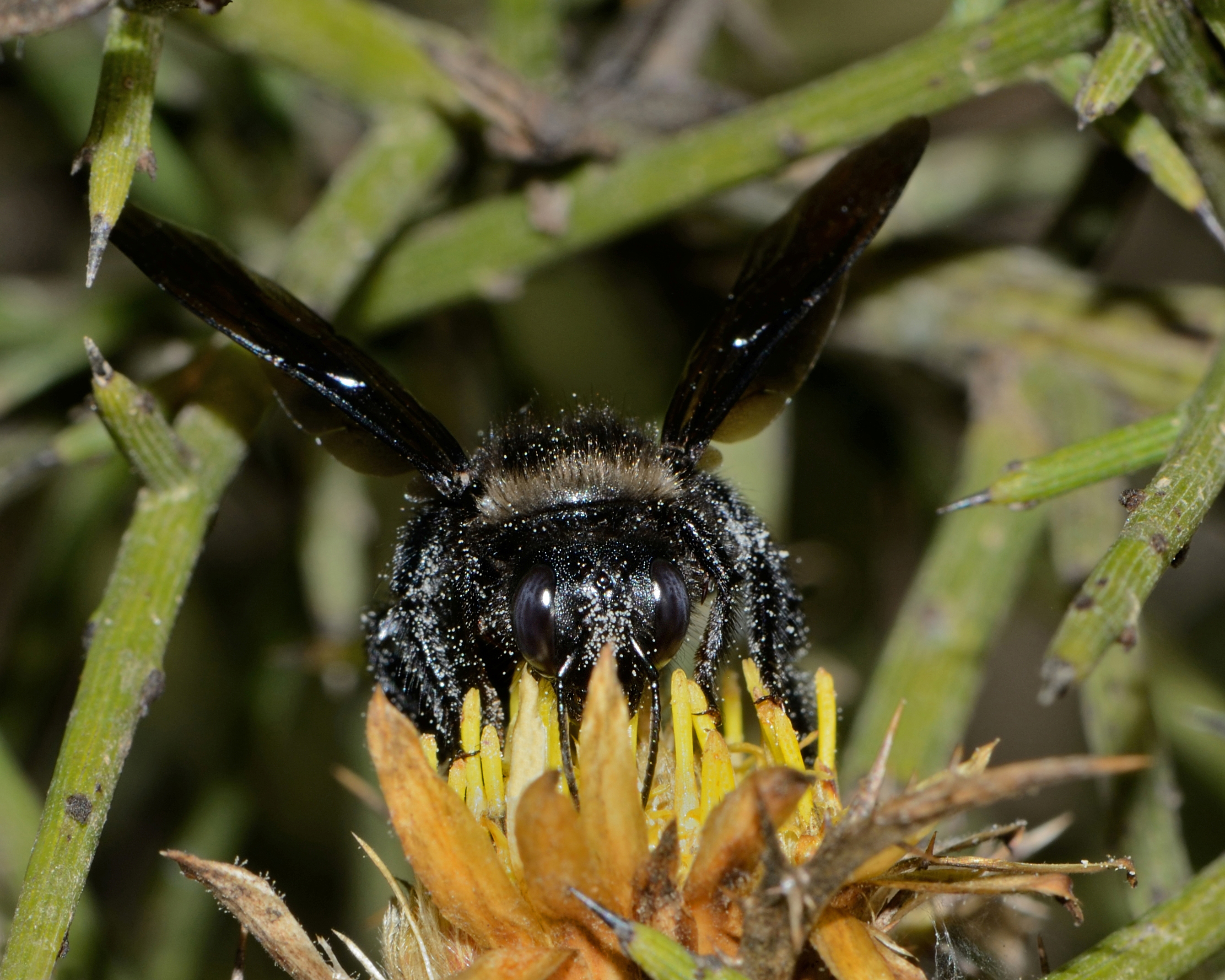